# Олесь Гончар (монета)
«Оле́сь Гонча́р» — пам'ятна монета номіналом 2 гривні, випущена Національним банком України, присвячена видатному українському письменнику та громадському діячу Олесю Терентійовичу Гончару (3.04.1918 — 14.07.1995).
Монету введено в обіг 31 липня 2000 року. Вона належить до серії «Видатні особистості України».

## Опис монети та характеристики
| Номінал грн. | Метал      | Маса, г | Діаметр, мм | Якість виготовлення | Гурт     | Тираж, штук |
| ------------ | ---------- | ------- | ----------- | ------------------- | -------- | ----------- |
| 2            | нейзильбер | 12,8    | 31,0        | анциркулейтед       | рифлений | 20 000      |

### Аверс
На аверсі монети розміщено зображення соняшників, малий Державний герб України, логотип Монетного двору та написи: «УКРАЇНА», «2», «ГРИВНІ», «2000».

### Реверс
На реверсі монети розміщено погрудний портрет письменника, зображення собору та стилізовані написи: «СОБОРИ ДУШ СВОЇХ БЕРЕЖІТЬ»! «ОЛЕСЬ ГОНЧАР» (факсиміле) «1918-1995».

## Автори

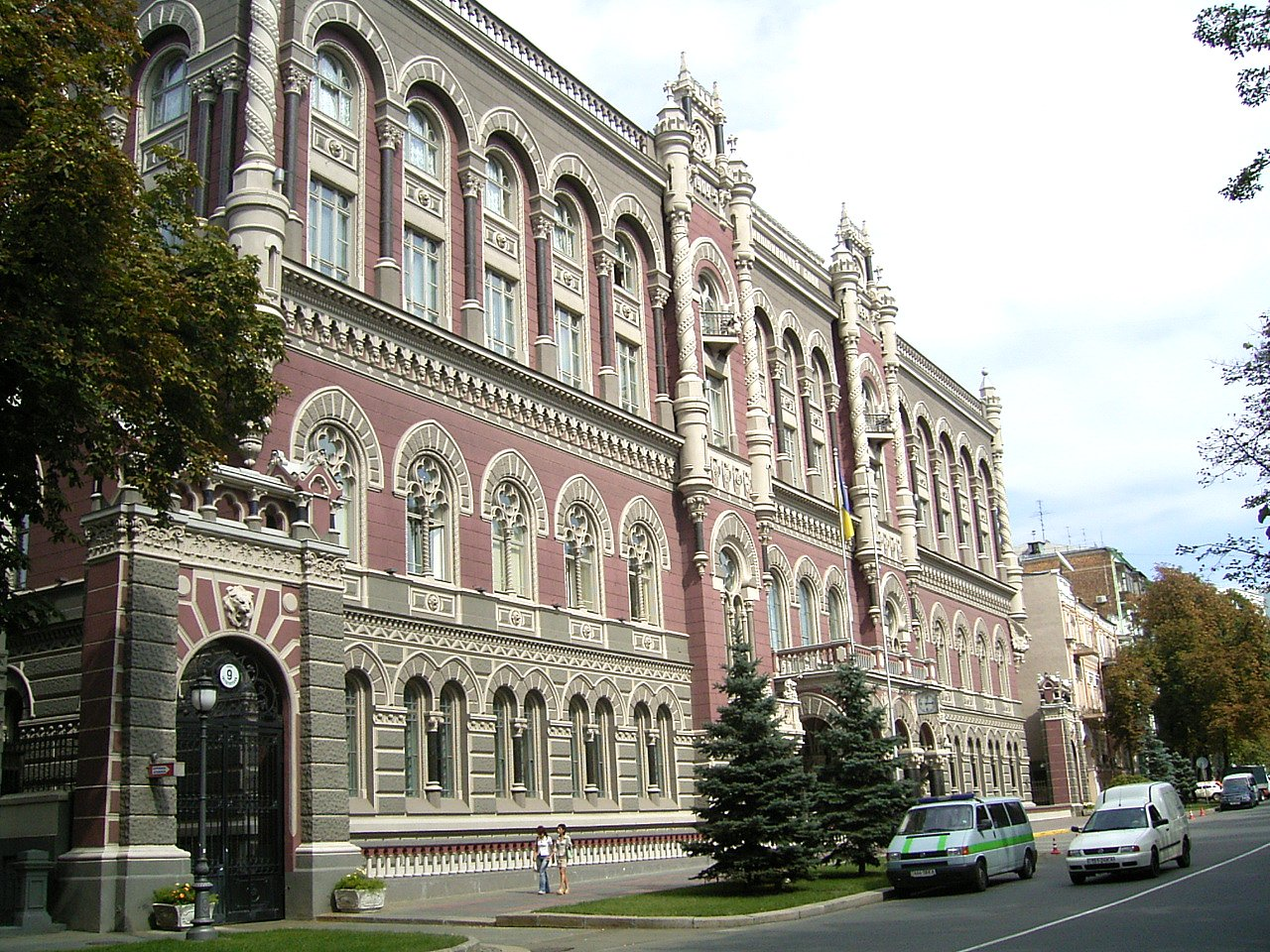
Будівля Національного банку України

- Художники: Козаченко Віталій, Таран Володимир, Харук Олександр, Харук Сергій.
- Скульптори: Атаманчук Володимир, Чайковський Роман.

## Вартість монети
Під час введення монети в обіг 2000 року, Національний банк України розповсюджував монету через свої філії за номінальною вартістю — 2 гривні.
Фактична приблизна вартість монети з роками змінювалася так:
| Рік        | 2010 | 2011 | 2012 | 2013 | 2014 | 2015 | 2016 | 2017 | 2018 | 2019 | 2020 | 2021 | 2022 | 2023 | 2024  | 2025  |
| ---------- | ---- | ---- | ---- | ---- | ---- | ---- | ---- | ---- | ---- | ---- | ---- | ---- | ---- | ---- | ----- | ----- |
| Ціна, грн. | 80   | 85   | 100  | 100  | 110  | 140  | 275  | 310  | 380  | 380  | 370  | 400  | 460  | 490  | 1 350 | 1 330 |